# João Petra de Barros
João Petra de Barros (* 23. Juni 1914 in Rio de Janeiro, Bundesstaat Rio de Janeiro, Brasilien; † 11. Januar 1948 ebenda) war ein brasilianischer Sänger der Goldenen Ära des brasilianischen Radios in den 1930er und 1940er Jahren und einer der bedeutendsten Sänger seiner Zeit in Brasilien.

## Leben
João Petra de Barros, dessen Bruder als Mario Petra ebenfalls Sänger war, wurde 1914 in Rio de Janeiro geboren. In seiner Jugendzeit führte er ein Bohèmeleben in Rio, was ihn in die bekannten Künstlerkneipen der Stadt brachte, ins „Cafe Nice“ und „Cafe Uma Hora“. Dort lernte er viele bedeutende Künstler, unter anderem auch Komponisten kennen. Seine erste Aufnahme als Sänger hatte er 1932 auf einer Schallplatte, auf der mehrere Nummern diverser unbekannter Carioca-Sänger zu finden waren. Erste Radioauftritte hatte er im Programm „Case“ des Senders Radio Philips. Seine erste eigene Aufnahme machte er 1933 mit dem Lied „Dor de uma Saudade“ (Die Schmerzen meiner Sehnsucht). Es folgten seitdem mehr als 48 Schallplatten mit insgesamt rund 96 Titeln und Aufnahmen mit mehr als 94 Duetten, davon einige mit der legendären Carmen Miranda. Der junge Sänger trat in zahlreichen Radioshows und Theatern in Brasilien auf. Victoria und Odeon waren die großen Plattenfirmen, für die er unter Vertrag stand. Die größte Sendeanstalt war Rádio Globo, die ihn unter Vertrag nahm. Sein kommerziell größter Erfolg war die Platte „Feitiço da Vila“, die ihm 1934 den Durchbruch brachte. Für ein Lied, das extra für ihn komponiert worden war, schrieb der später sehr bekannte Dichter Vinícius de Moraes den Text. Zu seinen zahlreichen Künstlerfreunden zählten der Sänger Noel Rosa, ebenso bekannt wie Barros, und der Komponist Custodio Mesquita. Sein Spitzname war „Stimme von 18 Karat“, aufgrund seiner klaren, einzigartigen Stimme. Seine letzte Platte war 1948 „Dorme meu amor“ (Schmerzen meine Liebste).
Am 22. Juli 1946 hatte er einen schweren Unfall, der sein Leben nachhaltig veränderte: er stand, wie damals noch üblich, auf einer Rampe der Straßenbahn, als er von einem Auto erfasst und schwer am rechten Bein verletzt wurde. Die Verletzungen waren so schwer, dass ihm das Bein amputiert werden musste. Er zog sich aus dem Showgeschäft zurück. Von dem Schock erholte er sich nicht mehr und sein dritter Selbstmordversuch am 11. Januar 1948 glückte. Er wurde gerade 33 Jahre alt.

## Diskografie (Auswahl)
- Dor de uma saudade, 1933.
- Cantar de radio, 1933.
- Feitiço da Vila, 1934.
- Santo Antonio amigo, 1941.
- Dorme meu amor, 1946.